# Лісовий масив на Лисій горі
Лісови́й маси́в на Ли́сій Горі́ — ландшафтний заказник місцевого значення в Україні. Розташований на території Василівського району Запорізької області, на північний захід від міста Василівка.
Площа 700 га. Статус присвоєно згідно з рішенням Запорізького облвиконкому від 25.09.1984 року № 315. Перебуває у віданні ДП «Запорізького лісомисливського господарства» (Василівське лісництво, кв. 6-16). 
Статус присвоєно для збереження лісового масиву вздовж південного берега Каховського водосховища.
Заказник належить до переліку природно-заповідних територій, особливо важливих для збереження ландшафтного та біологічного різноманіття Запорізької області.